# Juan Zepeda Hernández
Juan Manuel Zepeda Hernández (Nezahualcóyotl, Estado de México; 10 de noviembre de 1968) es un abogado y político mexicano, miembro del partido Movimiento Ciudadano. Ha fungido en los cargos de presidente municipal de Ciudad Nezahualcóyotl, diputado local en el Congreso del Estado de México y del 1 de septiembre de 2018 al 31 de agosto de 2024 se desempeñó como Senador de la república por el Estado de México en las LXIV y LXV Legislaturas del Congreso de la Unión de México. También ha sido candidato a gobernador del Estado de México en las elecciones estatales del Estado de México de 2017.

## Biografía
Juan Zepeda pasó 12 años en Estados Unidos en el estado de California, en el Condado de Salinas trabajó en el campo y en otros empleos. Más adelante fue deportado.
Estudió una licenciatura en Administración Pública por la Universidad del Valle de México y una licenciatura en Derecho por la UNAM, universidad donde también realizó una Maestría en Derecho.
De 2000 a 2003 ejerció como Jefe de Concertación Política y Subdirector de Gobierno municipal. Del 2006 a 2009 fue designado síndico procurador. Fue presidente del Comité Ejecutivo Municipal (CEM) del PRD en Nezahualcóyotl de 2010 a 2012.

### Presidente municipal de Nezahualcóyotl
Durante las Elecciones estatales del Estado de México de 2012, fue candidato a la alcaldía de Nezahualcóyotl por el PRD. Durante las campañas, el candidato panista declinó a favor de Zepeda. Tras la votación la elección en ese municipio quedó en controversia por acusaciones de apertura de urnas electorales, hasta que el Consejo General del Instituto Electoral del Estado de México ratificó la validez del proceso.
|  | 37.17 % |

|  | 36.86 % |

|  | 9.78 % |

### Diputado local de Edomex
En las Elecciones estatales del Estado de México de 2015 obtuvo el cargo de diputado local por el Distrito XXIII en Primera Minoría. En la LIX Legislatura del Congreso del estado de México fue nombrado coordinador del grupo parlamentario del PRD, vicepresidente de la Junta de Coordinación Política y Secretario del Comité Permanente de Administración.
En 2016 como coordinador de diputados de su partido, Zepeda se declaró en contra de las alianzas PRD-PAN, mencionando que harían mucho daño al partido izquierdista. En el contexto de pláticas entre los dos institutos políticos para nombrar un candidato común a las elecciones de Edomex.

### Elecciones del Estado de México de 2017
Durante las Elecciones estatales del Estado de México de 2017, Juan Manuel Zepeda Hernández fue designado candidato por parte del PRD para la gubernatura del Estado de México. La posible alianza entre su partido político y el PAN no sucedió por la propuesta de Acción Nacional de nombrar candidata a Josefina Vázquez Mota Durante las campañas electorales, el presidente del partido Morena, Andrés Manuel López Obrador invitó a Juan Zepeda y al PRD a declinar por la candidata de Morena en Edomex, Delfina Gómez Álvarez, bajo el argumento de que la morenista tendría mejor posición para derrotar al candidato oficialista Alfredo del Mazo Maza. La respuesta de Juan Zepeda fue la contrapropuesta para que Morena y Acción Nacional declinasen por él.
En las votaciones Zepeda logró el tercer lugar, posicionándose mejor que lo esperado por los analistas.
|  | 33.56 % |

|  | 30.78 % |

|  | 17.84 % |

|  | 11.27 % |

### Elecciones de México de 2018
Tras el proceso en su estado natal, Juan Zepeda apoyó la conformación de Por México al Frente, frente electoral con la participación del PAN, PRD y Movimiento Ciudadano. En junio de 2017 sustentándose en su logro electoral en las elecciones a gobernador donde obtuvo el 17% de la votación total, pronunció su deseo de buscar la candidatura presidencial por parte de esos tres partidos políticos. Ante los comentarios acerca de la posibilidad de convertirse en presidente del PRD nacional, Zepeda declinó esa posibilidad para dedicarse a buscar la candidatura al Senado de la República.
Para este proceso fue integrado en dos listas, la de mayoría para competir en el Estado de México y la lista nacional o plurinominal, en segundo lugar del PRD. Tras la designación de Ricardo Anaya Cortés como candidato de la coalición PAN-PRD-MC, Zepeda se integró activamente en su campaña presidencial. En el cierre de campaña Ricardo Anaya, Zepeda atacó fuertemente al candidato de la coalición Juntos Haremos Historia.
En las Elecciones federales de México de 2018, Zepeda Hernández obtuvo la Senaduría por Primera Minoría. Legalmente al obtener un triunfo por voto ciudadano debe renunciar a la posición plurinominal, lugar que asumió su suplente Rogelio Israel Zamora Guzmán luego de una impugnación de Jesús Zambrano Grijalva.
Dos semanas antes de asumir el cargo de Senador de la República, Juan Manuel Zepeda declaró que buscaría la dirigencia del PRD nacional, anunciando que de lograrla no habría alianzas electorales en el proceso 2021.
|  | 47.91 % |

|  | 24.71 % |

|  | 24.25 % |

### Senador de la República
En la LXIV Legislatura del Congreso de la Unión, en el Senado de la República es Secretario de la Mesa Directiva de esa cámara, también en las Comisiones del Senado de México es secretario de la comisión de Estudios Legislativos, e integrante de las comisiones de Educación, Justicia, Puntos Constitucionales y Trabajo y Previsión Social.
En agosto de 2019, a través de una carta emitida a través de redes sociales junto a Alejandra Barrales, anunció su renuncia al PRD, después de años de militancia en este partido.
En septiembre de 2019, Juan Zepeda anunció su incorporación a Movimiento Ciudadano, después de la invitación formal por parte de Clemente Castañeda,  dirigente nacional de este partido.

### Elecciones 2021
En 2021, intentó ser nuevamente alcalde de Nezahualcóyotl, siendo postulado por Movimiento Ciudadano, en los comicios realizados el 6 de junio el resultado no le fue favorable, perdió en contra de su anterior aliado Adolfo Cerqueda Rebollo, quien ganó postulado por la coalición Juntos Hacemos Historia en el Estado de México encabezada por Morena, después de no resultar electo se reincorporó a su escaño en el Senado.
|  | 38.92 % |

|  | 32.74 % |

|  | 21.98 % |

### Elecciones 2023
En 2023 anunció su retiro de la contienda electoral para la gubernatura del Estado de México por MC, acusando un pacto entre el PRI y MORENA.
Durante la campaña reiteró en no sumarse ni apoyar a ninguna de las dos candidatas a la gubernatura, expresando que en cambio se concentraría en el proyecto de Movimiento Ciudadano rumbo a las elecciones de 2024.

### Elecciones 2024
El 19 de abril de 2024 el senador Juan Zepeda Hernández solicitó licencia al Senado que se hará efectiva del 24 de abril al 3 de junio, para ser candidato a ocupar nuevamente una diputación local plurinominal en el Congreso del Estado de México por su partido MC.